# Jimmy Wong
Jimmy Wong est un acteur et musicien américain né à Seattle le 28 mars 1987.

## Filmographie

### Cinéma
- 2011 : Prism : Vadim
- 2011 : Nick Vujicic: Something More : le skateur
- 2012 : John Dies at the End : Fred Chu
- 2012 : Sync : Un employé de Sync
- 2012 : General Education : Bo Chang
- 2013 : To Those Nights : un invité de la fête
- 2013 : The Last Cat on Earth : Jimmy
- 2013 : Dean Slater: Resident Advisor : Yuji Sikora
- 2013 : Take Your Shot: Weight of Love : Adam
- 2013 : The Wong Way : lui-même
- 2014 : The Hunger Games: Mockingjay – Part 1
- 2015 : Dude Bro Party Massacre III : Sizzler
- 2015 : Freddie's Vlog : Jimmy
- 2016 : Are You Afraid? : Jake Liu
- 2017 : Fallen for You : Balthazar
- 2017 : The Circle : le Cercliste étranger
- 2017 : Millennial Baby Shower : Tyler
- 2020 : Mulan Ling
- 2020 : Wish Dragon : Din
- 2020 : Break Cute : Ricky
- 2021 : Nightmare City

### Télévision
- 2010 : Des jours et des vies : Process Server (1 épisode)
- 2010 : Secret Weapon : Robby (4 épisodes)
- 2011 : The Guild : Slacker 3 (1 épisode)
- 2012-2013 : MyMusic : le leader (8 épisodes)
- 2012-2014 : Video Game High School : Ted Wong (20 épisodes)
- 2013 : Black Box : Frankie (1 épisode)
- 2013-2014 : Fast Food Heights : David Chen (4 épisode
- 2014 : 16-Bit High School : Mega Kid (12 épisodes)
- 2016 : Edgar Allan Poe's Murder Mystery Dinner Party : Jimmy le comptable (4 épisodes)

### Jeu vidéo
- 2015 : Call of Duty: Black Ops II : voix additionnelles
- 2022-2023 : Bonelab : Jimmy Wong (Jay)